# Anita Strindberg
Anita Strindberg (29 de mayo de 1938, Suecia), es una antigua actriz sueca, quien se convirtió en una de las estrellas más célebres de las películas conocidas como giallo (o thriller de estilo italiano) durante la década de los 70.

## Trayectoria artística
Strindberg hizo su debut en el giallo de la mano del realizador Lucio Fulci, con Una lucertola con la pelle di donna, en 1971, e interpretó su primer papel protagonista ya en ese mismo año, en la realización de Sergio Martino La cola del escorpión (La coda dello escorpione). En 1972 protagonizaría dos nuevos giallos, ¿Quién la ha visto morir? (Chi l´ha vista morire?), dirigida por Aldo Lado y coprotagonizada por George Lazenby, y un nuevo film de Sergio Martino, Tu vicio es un cuarto cerrado y solo yo tengo la llave (Il tuo vizio è una stanza chiusa e solo io ne ho la chiave), con Edwige Fenech, Luigi Pistilli, Ivan Rassimov.
Durante los primeros años de la década de los 70, Stridberg actuó en cine de género de muchas clases, de WIP o mujeres en prisión, como Diario segreto da un carcere femminile, películas de terror en la línea iniciada por El exorcista, como El anticristo (L'anticristo), de Alberto de Martino, junto a Carla Gravina, Mel Ferrer, Arthur Kennedy, y Alida Valli, o cine policiaco como Milano odia: la polizia non può sparare, de Umberto Lenzi.
Tras intervenir en algunos films pseudoeróticos como La profanación (La profanaziona), de Tiziano Longo, o La secretaria privada de mi padre (La segretaria privata di mio padre), de Mariano Laurenti, Strindberg espaciaria algo más su trabajo. cerraría su carrera a principios de los 80 con dos últimos títulos, La salamandra roja (The salamander), de Peter Zinner, en la que formaría parte de un importante reparto junto a Franco Nero, Sybil Danning, Anthony Quinn, Christopher Lee, Martin Balsam, Eli Wallach y Claudia Cardinale, y Follia omicida, de Riccardo Freda, coprotagonizada por Laura Gemser.

## Vida personal
Strindberg contrajo matrimonio con un millonario americano, abandonando la interpretación y estableciéndose en Los Ángeles.

## Filmografía
- Forza G (1971)
- Una lucertola con la pelle di donna, de Lucio Fulci (1971)
- La cola del escorpión (La coda dello scorpione) (1971)
- ¿Quién la ha visto morir? (Chi l'ha visto morire) (1972)
- All'onorevole pracciono le donne (Nonostante le apparenzi...e purché la natione non lo sappa) (1972)
- Tu vicio es un cuarto cerrado y solo yo tengo la llave (Il tuo vizio e una stanza chiusa e solo io ne ho la chiave) (1972)
- Coartada en disco rojo, de Tulio Demicheli (1972)
- Al tropico del cancro (1972)
- Partirono preti, tornarono...curati (1973)
- Diario segreto da un carcere femminile (1973)
- L'uomo senza memoria (1974)
- La profanación (La profanazione) (1974)
- Contratto carnale (1974)
- El anticristo (L'anticristo) (1974)
- Milano odia: la polizia non puó spararé (1974)
- La verginella (1976)
- La secretaría privada de mi padre (La segretaria privata di mio padre) (1976)
- L'inconveniente (1976)
- L'eredità della priora (miniserie de televisión, tres episodios) (1980)
- La salamandra roja (The salamander) (1980)
- Follia omicida, de Riccardo Freda (1981)